# Gagrella luteofrontalis
Gagrella luteofrontalis is een hooiwagen uit de familie Sclerosomatidae.